# 6807 Брюннов
6807 Брюннов (6807 Brünnow) — астероїд головного поясу.
Тіссеранів параметр щодо Юпітера — 3,592.